# Ячменное жнивьё
Ячменное жнивьё — повесть для юношества Менди Мамазаировой, опубликованная в сборнике «Повести» от издательства «Мектеп». Мирные дни. Уже взрослый Сакибай возвращается вместе с отцом Асанбеком в родной Конур-Жаз, где они планируют строить дом. Дойдя до места стройки, Сакибай чувствует запах скошенного клевера, что вызывает у него воспоминания о детстве.

## Сюжет
Отец Сакибая на фронте. Голод. Теперь мальчика воспитывают мать Асылкан и суеверная бабушка Байбиче. Бабушка собирается пойти к сестре в Котур-Таш, чтобы принести ей пшеницы для джармы. Во время сборов бабушка просит её «обрядить» постель, если будет слышен шум снаружи, то Сакибай должен басом прогонять незваных гостей, проверять цепи на коровах и сарай. В эту же ночь Сакибай слышит лай собаки Жолборс, и он вместе с матерью идёт проверять огород. Никого не найдя, они возвращаются. На следующее утро мальчик обнаруживает раненного пса и срезанные под корень колосья ячменя. Собирается народ. Впереди всех идёт Байбиче. Старик из толпы Осмон указывает на следы вора, идущие от арыка. 
Два мешка ячменя обнаруживаются в кладовке «убогого» Арыкбая, живущий вместе с двумя дочерьми на отшибе. Байбиче при присутствии председательницы специально припугивать сроком Арыкбая: «Да разве, если посадят в тюрьму одного убогого, зла на свете меньше станет? Усохнет на корню оно? Понимаю я всё, а припугиваю». Она оставляет ему мешок ячменя. В знак благодарности вор ячменя просит Байбиче взять козу с козлёнком, но та отказывается: «Бог тебе их дал, и не моё право отбирать у тебя». Любимый пёс Сакибая умирает от пулевой раны. Мальчика будит шум во дворе: бригадир по просьбе жителей пытается всё же отдать козу Арыкбая — безуспешно. Спустя время, когда мальчик идёт умываться у водопада, он наталкивается на козлёнка, привязанного около куста облепихи. На этот раз, после уговоров мальчика, бабушка соглашается взять козлёнка.

## Критическое восприятие
Писатель и литературный критик Александр Иванов отмечает, что в повести поднимаются вопросы о роли человека в мире, уместности благодушия, что даёт человеку «дарованный нам природою день» и что есть благородство. Иванов считает, что бабушке Сакибая Байбиче эта черта характера присуще. Ведь она, будучи разгневанной кражей, прощает вора, который поставил под угрозу жизнь её семьи. В заключение Иванов относит этого персонажа к тем, которые в процессе «постигания их нравственной силы» учат читателя размышлять над «противоречивой цельностью их поступков».